# Cuetu de la Mina
La cueva del Cuetu de la Mina está situada en la localidad de Bricia perteneciente a la parroquia de Posada de Llanes, en el concejo asturiano de Llanes (España).
En las excavaciones efectuadas en el yacimiento se han encontrado diferentes objetos prehistóricos pertenecientes a la cultura Aziliense que data del 11.800 al 8700 a. C.
Las pinturas existentes en la cueva representan unos trazos profundos no figurativos.
Está declarada Bien de interés cultural.